# Илски
Илски (на руски: Ильский) е селище от градски тип в Русия, разположено в Северски район, Краснодарски край. Населението му през 2010 година е 23 781 души.

## Население
Населението на града през 2010 година е 23 781 души. През 2002 година населението на града е 22 323 души, от тях:
- 20 741 (92,9 %) – руснаци
- 610 (2,7 %) – украинци
- 273 (1,2 %) – арменци
- 99 (0,4 %) – цигани
- 95 (0,4 %) – беларуси
- 79 (0,4 %) – германци
- 77 (0,3 %) – гърци
- 75 (0,3 %) – татари
- 25 (0,1 %) – грузинци
- 22 (0,1 %) – азербайджанци
- 11 – адигейци
- 4 – турци